# Хорхе Ірано
Хорхе Ірано (ісп. Jorge Hirano, нар. 16 серпня 1956, Уараль) — перуанський футболіст, що грав на позиції нападника, зокрема за болівійський «Болівар», а також за національну збірну Перу.

## Клубна кар'єра
У дорослому футболі дебютував 1977 року виступами за команду «Уніон Уараль», де провів три роки. У 1980–1981 роках грав у Японії за «Фудзіту», після чого на сезон 1982 роуц повернувся до «Уніон Уараль», а згодом став гравцем команди «Спортінг Крістал». У сезоні 1983 року став у її складі чемпіоном Перу.
1986 року став гравцем болівійського «Болівара», де провів наступні вісім сезонів своєї ігрової кар'єри. Більшість часу, проведеного у складі «Болівара», був основним гравцем атакувальної ланки команди і одним з її головних бомбардирів, маючи середню результативність на рівні 0,57 гола за гру першості. За ці роки чотири рази вигравав болівійську футбольну першість, а 1991 року із 19-ма голами ставав її найкращим бомбардиром.
1993 року повернувся на батьківщину, де протягом року грав за «Депортіво Сіпеса», а наступного року завершив ігрову кар'єру у команді «Спорт Бойз».

## Виступи за збірну
1984 року дебютував в офіційних матчах у складі національної збірної Перу.
У складі збірної був учасником розіграшу Кубка Америки 1987 року в Аргентині, розіграшу Кубка Америки 1989 року у Бразилії, а також розіграшу Кубка Америки 1991 року в Чилі.
Загалом протягом кар'єри у національній команді, яка тривала 8 років, провів у її формі 36 матчів, забивши 11 голів.

## Титули і досягнення

### Командні
- Чемпіон Перу (1):

«Спортінг Крістал»: 1983
- Чемпіон Болівії (4):

«Болівар»: 1987, 1988, 1991, 1992

### Особисті
- Найкращий бомбардир чемпіонату Болівії (1):

«Болівар»: 1991 (19 голів)